# مانيشتوشو
مانيشتوشو هو ثالث ملوك الإمبراطورية الأكدية وهو ابن الملك سرجون الأكدي والملكة تاشلولتوم تولى الحكم بعد وفاة اخيه ريموش في سنة 2276 ق م لكن بالرغم من توليه العرش لم يتمكن من الاستيلاء على المدن السومرية التي استقلت في عهد اخيه والعيلامية التي استقلت قبل فترة قليلة من نهاية حكم والده سرجون الأول وتوفي في سنة 2261 ق م وتولى الحكم مكانه ابنه نرام سين.

## السيرة الذاتية
كان مانيشتوشو ثالث ملوك الإمبراطورية الأكدية حسب التقليد البابلي القديم، ولكن ورد ذكر اسمه كثاني ملك بعد سرجون في الأثر المنقح حول سلالة أور الثالثة على نقش قائمة ملوك سومر. كان سليل سرجون الأكدي، وشقيق إنخيدوانا، وريموش، وشو إنليل، وهو والد نارام سين. لم يعرف من أسماء سنوات عهده سوى عام واحد. ثمة لوح غير مؤرخ معروض في متحف العراق من منطقة أُوما، وقد جاء فيه استنادًا على دراسة النقوش: «في السنة التي نصب فيها دور-مانيشتوشو». كذلك يستدل منه أنه جرى بناء «قلعة مانيشتوشو»، بالرغم من أن موقعها غير معروف.
اعتلى سدة العرش نحو عام 2270 ق م عقب وفاة أخيه ريموش. شن مانيشتوشو حملات عسكرية وصولًا إلى أَقاصي الأَرض، وذلك نظرًا لأنه لم يواجه تمردات مثل شقيقه. تحدثت فقرة من أحد نقوشه عن قيادته أسطولًا عبر خليج فارس، وهناك اتحد 32 ملكًا لمحاربته. انتصر مانيشتوشو عليهم، وبالتالي نهب مدنهم ومناجم الفضة، وذلك فضلًا عن رحلات استكشافية إلى ممالك أخرى تقع على طول خليج فارس. كذلك أبحر بأسطول عبر نهر دجلة وتاجر مع 37 أمة أخرى، وغزا مدينة أنشان في عيلام، وأعاد بناء معبد الإلهة إنانا المدمر في نينوى في نحو عام 2260 ق م. عين مانيشتوشو حكامًا يتبعون للإمبراطورية الأكدية في عيلام وباشيم الواقعتين في المنطقة الساحلية من إيران: إذ تولى إشبوم حكم عيلام، في حين تولى إلشو رابي حكم باشيم.
نقش على رأس فأس إهليلجي (مصنوع من النحاس أو البرونز) اكتشف في منطقة عيلام (تاريخه غير مؤكد لكونه ضمن مجموعة خاصة) ما يلي: «(لأجل) مانيشتوشو، ملك كيش، وماشوم، وسائق عربته، وخادمه». يعد هذا الشكل من رؤوس الفؤوس معروفًا من نماذج أخرى، ومن أيقونات الإمبراطورية الأكدية. كذلك عثر على رأس صولجان رخامي في سيبار (بي إم 91018) نقش عليه: «مانيشتوشو، ملك العالم، كرس (هذا الصولجان) للإلهة بيلات-آيا». وعثر على رأس صولجان مصنوع من المرمر في إيسن (آي بي 1878 - معرف المتحف العراقي غير معروف)، في ضريح نينورتا في معبد غولا، وقد جاء فيه: «مانيشتوشو، ملك العالم، كرس (هذا الصولجان) للإلهة نينيسينا». كذلك عثر على بعض النقوش التي تحمل أسماء أتباع مانيشتوشو. وعثر على تمثال نذري اكتشف في شوشان، وجاء فيه: «مانيشتوشو، ملك العالم: إشبوم، خادمه، كرس (هذا التمثال) للإلهة ناروندي»، بالإضافة إلى رأس رمح نحاسي عثر عليه في آشور (في إيه 8300)، وجاء فيه:
«مانيشتوشو، ملك العالم: أزوزو، خادمه، كرس (هذا الرمح) للإله بعل-سي.سل».
توفي مانيشتوشو في نحو عام 2255 ق م، ولعله اغتيل على يد أفراد من بلاطه، وخلفه نجله نارام سين. يستند هذا الافتراض حول طريقة وفاته على نص نذري تكهني يعود إلى العصر البابلي القديم جاء فيه: «إن كان القلب مثل خصية الخروف، فهذا نذير شؤم لمانيشتوشو، الذي قتله قصره». وقد حمل لقب «ملك كيش» في بعض نقوشه.

يعد «النقش القياسي» الذي يتناول مانيشتوشو معروفًا مما لا يقل عن ثمانية نماذج، ومن شظايا تماثيل عثر عليها في نفر (سب بي إس 19925)، وسيبار (بي إم 56630، وبي إم 56631)، وشوشان (إس بي 51، وإس بي 15566)، وخفاجة (كي إتش الثاني 162)، بالإضافة إلى نسخ لوحية بابلية قديمة من نقوش مانيشتوشو عثر عليها في نفر (سي بي إس 13972، وإن آي 3200)، وأور (يو 7725):
«مانيشتوشو، ملك العالم: حين فتح أنشان وشيريهتم... جعل السفن تعبر البحر الأسفل. اجتمعت المدن عبر البحر، (وعددها) اثنتان وثلاثون، لخوض المعركة، ولكنه انتصر (عليها). وبعد ذلك، فتح مدنهم، وأسقط حكامهم، وبعد أن (حشد جنده)، فقد بلغ به المنتهى أن نهب مناجم الفضة. واقتلع الحجر الأسود من الجبال الواقعة عبر البحر الأسفل، وحملها على سفن، ورسا (بالسفن) في مرفأ أكد. ونحت تمثالًا لنفسه وأهداه للإله [إنليل]. أقسم بالإله شمش والإله إلابا أن هذه ليست أباطيل بل هي الحقيقة بأم عينها. أما من يزيل هذا النقش، فليقتلع الإِلهين إنليل وشمش أسسه، ولتفنَ ذريته». - مانيشتوشو، ملك العالم، كرس (هذا الشيء) للإله إنليل.
عثر على فتحة باب في إحدى التلال، التي لم ينقب فيها، والتي تقع على النهر العظيم قرب نقطة التقائه بنهر دجلة في خرائب غضيرفة. وقد نقش عليها الآتي: «مانيشتوشو، ملك كيش، باني معبد الإلهة ننهورساج في ها-آ-كي. أيًا كان من يزيل هذا اللوح، فلتقتلع ننهورساج وشمش نسله، ولتفنَ ذريته».

### نصب مانيشتوشو صليبي الشكل
اكتشف هرمز رسام نصبًا تذكاريًا على شكل صليب (من الأعلى) يتألف من اثني عشر عمودًا نقش عليهم كتابات، للملك مانيشتوشو (بي إم 91022) في سيبار خلال الأيام الأولى من التنقيب عن آثار الشرق الأدنى القديم في عام 1881. يتناول النصب بالدرجة الأولى عملية إعادة ترميم معبد إي-باببار في سيبار. وكان يفترض أن هذه النسخة هي النسخة الشرعية العائدة إلى الحقبة البابلية القديمة لنصب يعود إلى الحقبة الأكدية القديمة. أظهرت الأبحاث اللاحقة أنها كانت في الحقيقة نسخةً مزورةً تعود إلى العهد البابلي القديم. وفي الآونة الأخيرة، أرجعت الأبحاث التاريخ الذي زور فيه النصب التذكاري الصليبي إلى فترة لاحقة، أي إلى الحقبة البابلية الحديثة. كذلك عثر على عدة نسخ من النصب الصليبي تعود إلى الحقبة البابلية المتأخرة.
«أنا مانيشتوشو، سليل سرجون، الملك القوي، ملك كيش، ممسوح أنو، كاهن إنليل، ردف أبا، صانع الطوب العرمرم، باني أضرحة آيا العروس، سيدتي لقد شيدت ديرًا مؤلفًا من اثنتي عشرة حجرةً وحصانًا للإله شمش، وآيا العروس، يا سيدتي...»

### مسلة مانيشتوشو
اكتشف جاك دي مورغان المسلة المصنوعة من حجر الديوريت، والتي تعرضت لأضرار من أعلاها وأسفلها، في موقع شوشان بعيلام سنة 1897. أما أصل هذا النصب التذكاري الذي يعتبر «كودوروًا» (أي هبة عقارية) فهو غير معروف، ولكن يعتقد عمومًا أنه يرجع إلى سيبار، وذلك استنادًا على المواقع الوارد ذكرها فيه، فضلًا عن حقيقة أن جل النصوص التي أرجعها العيلاميون إلى شوشان كانت من معبد إي-باببار المكرس للإله شمش في سيبار. المسلة محفوظة في متحف اللوفر (إس بي 20). وتوثق شراء مانيشتوشو ثماني قطع من الأراضي بمساحة إجمالية تبلغ 3,430 هكتارًا. يبلغ ارتفاع الكودورو 144 سنتيمترًا (ويشتمل على قاعدة جبسية صغيرة أضيفت في أسفله من أجل تثبيته). ويتكون من أربعة أوجه نقش عليها (الوجه أ البالغ عرضه 50 سنتيمترًا، والوجه ب البالغ عرضه 45 سنتيمترًا، والوجه ج البالغ عرضه 52 سنتيمترًا، والوجه د البالغ عرضه 39 سنتيمترًا)، والتي تتألف من 76 عمودًا من الكتابات، التي فقدت بعض الأسطر العلوية منها. النص مكتوب باللغة الأكدية ولكن وفق قواعد الكتابة السومرية. ويمثل أقدم استعمال مدون معروف لواحدة «طالن» للقياس: «3 طالن 33 مين من الفضة ثمنًا للحقل».